# Apantesis incarnata
Apantesis incarnata là một loài bướm đêm thuộc phân họ Arctiinae, họ Erebidae.